# Helicopsyche kakadu
Helicopsyche kakadu là một loài Trichoptera trong họ Helicopsychidae. Chúng phân bố ở miền Australasia.